# Alejandro Jiménez Sánchez
Alejandro "Álex" Jiménez Sánchez (nascut el 8 de maig de 2005) és un futbolista professional madrileny que juga com a lateral al club AC Milan de la Sèrie A.

## Carrera de club

### Reial Madrid
Nascut a Madrid i criat a Talavera de la Reina, Jiménez va començar la seva carrera amb el Talavera CF i la UD Talavera. Es va incorporar al Reial Madrid el 2012, i inicialment va començar la seva carrera com a davanter, abans de passar a l'extrem dret i, finalment, al lateral dret. Les seves actuacions amb els juvenils del Reial Madrid van cridar l'atenció del FC Bayern de Múnic alemany i del Chelsea FC anglès.
Malgrat aquest interès, va signar el seu primer contracte professional amb els blancs fins al 2027, convertint-lo en un dels jugadors castellans més ben pagats.

### AC Milan
El 25 de juliol de 2023, Jiménez va ser cedit al club italià AC Milan per a la temporada 2023-24 amb l'opció de fer la mudança permanent, inicialment es va incorporar a la plantilla sub-19. Després d'haver estat entrenant amb l'equip sènior de l'AC Milan, va rebre la seva primera convocatòria per al partit de la derrota a casa per 1-0 de la Sèrie A contra la Juventus el 23 d'octubre de 2023, jugant a la banqueta però encara sense debutar.
Jiménez va debutar i va fer el seu primer titular amb l'AC Milan el 2 de gener de 2024 contra el Càller en un partit per la victòria a casa de la Coppa Itàlia per 4-1.
El 25 de març de 2024, l'AC Milan va activar la clàusula d'opció de compra de l'acord amb el Reial Madrid per a Jiménez que va fer que el moviment sigui permanent per una quota estimada de 5.000.000 €, amb el Reial Madrid assegurant una futura clàusula de recompra per una tarifa més alta.

## Carrera internacional
Jiménez ha representat Espanya a nivells internacionals juvenils, actuant per als sub-15, sub-17 i sub-19.

## Estil de joc
Fort i agressiu en duels, Jiménez també destaca pel seu ritme ràpid, bona expectació i ampli rang de passades. Menciona el lateral dret Trent Alexander-Arnold com a un jugador que admira.

## Palmarès
AC Milan
- 1 Supercopa italiana: 2024[12]